# اچ‌دی ۲۲۱۲۸۷
اچ‌دی ۲۲۱۲۸۷ یک ستاره است که در صورت فلکی توکان قرار دارد.